# مكعب نيكر
مكعب نيكر (بالإنجليزية: Necker cube) هو خداع بصري يُعتبر من أشهر أمثلة الخداع الأيزومتري متساوي القياس. نُشر عنه لأول مرة باعتباره شكل معيني في 1832 من قبل السويسري لويس ألبرت نيكر. يُشاهَد هذا الشكل مكعبا ثلاثي الأبعاد، ولكن المنظور الظاهري لهذا المكعب يظهر متغيرا كل بضع ثوان. فلا بد أن يقابل هذا التناوب شيء ما يحدث في الدماغ.

## وصلات خارجية
- تاريخ المكعب.